# Anton Waibel

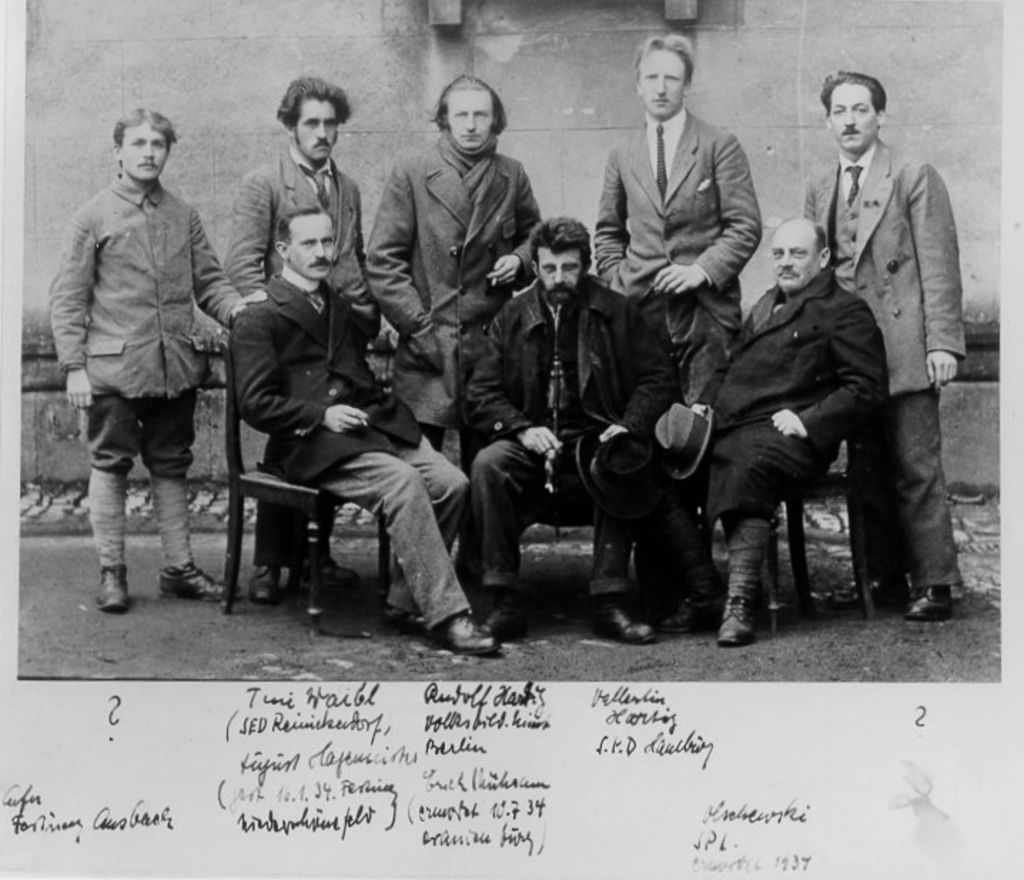
Toni Waibel (stehend, zweiter von links) mit Mitgliedern der Münchner Räteregierung in Festungshaft, um 1920

Anton „Toni“ Waibel (* 11. März 1889 in Dewangen; † 12. Februar 1969 in West-Berlin) war ein deutscher kommunistischer Revolutionär.

## Leben
Waibel stammt aus einer katholischen schwäbischen Familie, machte eine Lehre zum Möbelschreiner und arbeitete später als kaufmännischer Angestellter. Ab 1906 Gewerkschaftsmitglied und der Arbeiterjugend aktiv, gehörte er ab 1907 der SPD ein. An den Internationalen Sozialisten-Kongressen 1907 und 1912 nahm er teil. Während des Ersten Weltkrieges hielt er sich teils in der Schweiz auf. Dort nahm er im September 1915 an der Zimmerwalder Konferenz der Kriegsgegner teil, lernte Lenin kennen und schloss sich dessen „Zimmerwalder Linken“ an. Schließlich wurde er aufgrund von „Meuterei“ kurze Zeit inhaftiert und dann im Februar 1919 nach Deutschland ausgewiesen.
1919 wurde er in München Mitglied und Propaganda-Referent der KPD. Mitte März 1919 wurde er vom Münchner Zentralrat der bayerischen Räte nach Würzburg entsandt. Nachdem am 7. April die Räterepublik in München von Erich Mühsam telegrafisch mitgeteilt worden war, proklamierte Waibel am 7. April 1919 um 16 Uhr auf dem ehemaligen Neumünsterplatz (zwischen Würzburger Dom und Kollegiatstift Neumünster), über den heute das Museum am Dom (früher Kilianshaus) gebaut ist, in Würzburg die Räterepublik (genannt auch „Rätediktatur“). Diese bestand allerdings nur bis zum 9. April. Aufgrund seiner Teilnahme an den Kämpfen der Bayerischen Räterepublik im Aktionsausschuss und in der Führung der Roten Armee wurde er zu 15 Jahren Festungshaft verurteilt. Er floh 1921 aus dem Gefängnis Niederschönenfeld und hielt sich bis 1928 im Ausland auf. Zunächst in Moskau an der KUNMS, später als Mitglied der KP Russlands für die Komintern u. a. auf dem Balkan. Er nahm am dritten bis sechsten Weltkongress der Komintern teil. Nach der Hindenburg-Amnestie 1928 zog er, nachdem im Zuge von Amnestiemaßnahmen seine Reststrafe erlassen worden war, wieder nach Deutschland und wurde Sekretär der der KPD nahestehenden Roten Hilfe Deutschlands sowie mitverantwortlich für die Zeitschrift Tribunal und Referent auf Parteischulen.
Am 30. Januar 1933 wurde Waibel in Stuttgart verhaftet und am 16. Juni 1933 vom 5. Strafsenat des Reichsgerichts zu einer zweijährigen Haftstrafe verurteilt. Zudem erhielt er im Juli 1933 vom Landgericht Stuttgart eine einjährige Haftstrafe wegen „Meuterei“. Er war bis 1945 ununterbrochen inhaftiert, zuletzt im KZ Buchenwald. Nach seiner Befreiung wurde er bis Juli 1945 schwer erkrankt im Lazarett behandelt. In Berlin leitete er bis 1947 die KPD/SED-Ortsgruppe in Berlin-Hermsdorf. Er wandte sich gegen den Stalinismus in der SED, weswegen er 1951/52 in einem Parteiverfahren als Trotzkist angeklagt und aus der Partei ausgeschlossen wurde. 1969 starb er in West-Berlin.